# A Sétima Alma
My Soul to Take (br/pt: A Sétima Alma) é um filme de mistério, suspense e terror americano de 2010, dirigido e roteirizado por Wes Craven. O filme é protagonizado por Max Thieriot como Adam "Bug" Hellerman, que é um dentre sete adolescentes escolhidos para morrer.

## Elenco
- Max Thieriot (Bug)
- John Magaro (Alex)
- Denzel Whitaker (Jerome)
- Zena Grey (Penelope)
- Nick Lashaway (Brandon)
- Paulina Olszynski (Brittany)
- Emily Meade (Fang)
- Frank Grillo (Paterson)
- Danai Gurira (Jeanne-Baptiste)
- Jeremy Chu (Jay)

## Recepção
O público pesquisado pelo CinemaScore deu ao filme uma nota média de "D" em uma escala de A+ a F.
No consenso do agregador de críticas Rotten Tomatoes diz: "estúpido, triste e estereotipado, My Soul to Take sugere que o escritor/diretor Wes Craven terminou o seu hiato de cinco anos no cinema muito cedo." Na pontuação onde a equipe do site categoriza as opiniões da  grande mídia e da mídia independente apenas como positivas ou negativas, o filme tem um índice de aprovação de 10% calculado com base em 83 comentários dos críticos. Por comparação, com as mesmas opiniões sendo calculadas usando uma média aritmética ponderada, a nota alcançada é 3,4/10
Em outro agregador, o Metacritic, que calcula as notas das opiniões usando somente uma média aritmética ponderada de determinados veículos de comunicação em maior parte da grande mídia, tem uma pontuação de 25/100, alcançada com base em 13 avaliações da imprensa anexadas no site, com a indicação de "revisões geralmente desfavoráveis."
Apesar das críticas negativas, Wes Craven disse que estava orgulhoso do filme: "Quando você faz um filme como My Soul to Take e as pessoas acham que é ruim, isso dói. Nós trabalhamos muito nele e é um bom filme, mas você continua".